# Сеньйораж

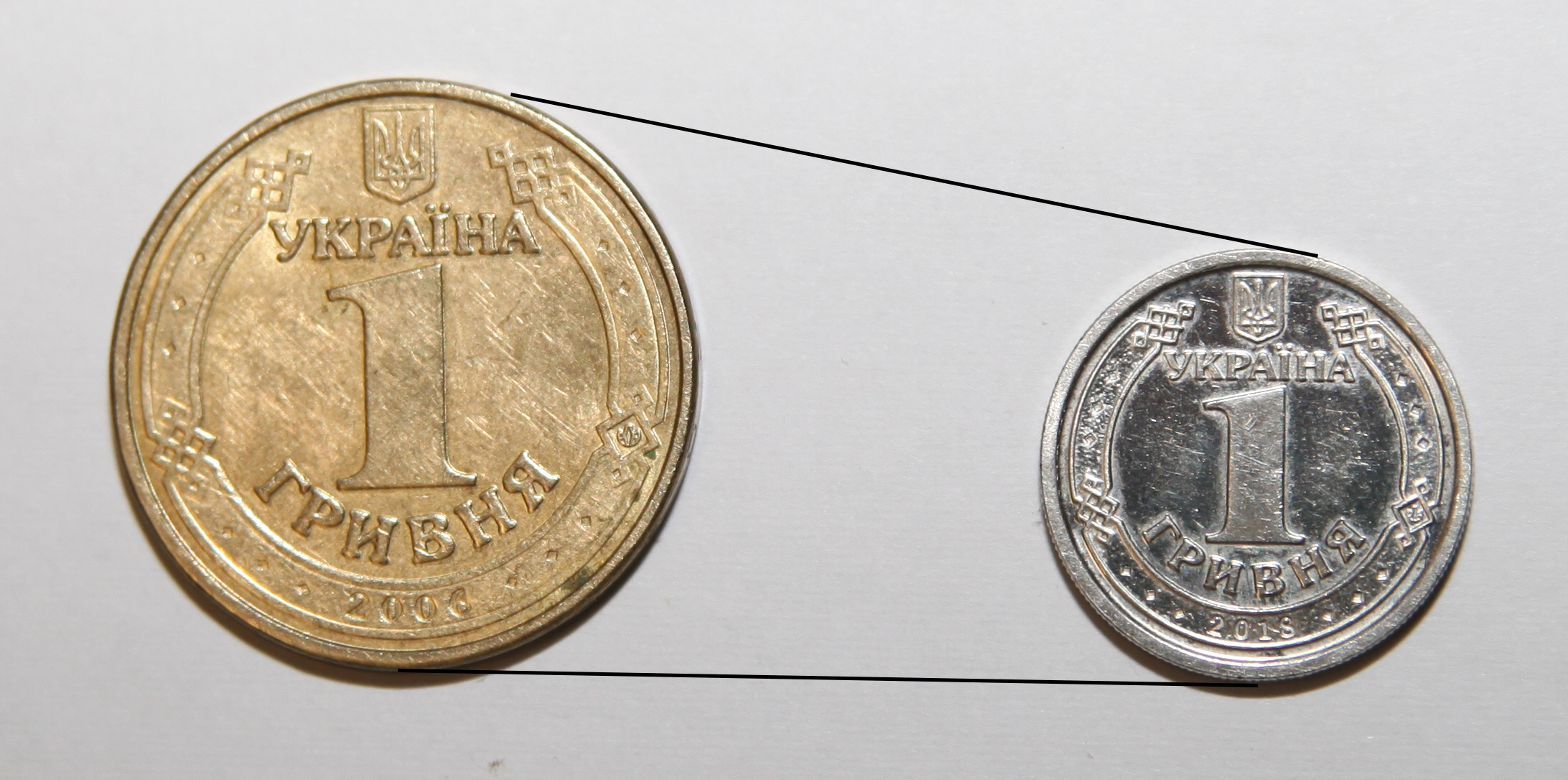
Монета 2006 року випуску - 6,8 г алюмінієвої бронзи
Монета 2018 року випуску - 3,3 г нержавіючої сталі, що коштує на порядок дешевше

Сеньйораж (фр. seigneuriage) — дохід, що отримується від емісії грошей. Сеньйораж не слід змішувати з родинним йому поняттям інфляційного податку.
В середньовічній Європі частина металу замовника служила платою за карбування монет і складала валовий сеньйораж, який розподілявся на дохід власника монетного двору (брассаж) і дохід суверена (чистий сеньйораж).
В умовах товарних, фідуціарних і умовних, або фіатних грошей сеньйораж отримується істотно різними способами.

Коли гроші не виготовляються з матеріалу, що має еквівалентну вартість (фіатні гроші), сеньйораж - це прибуток у вигляді різниці між собівартістю виготовлення та підтримки обігу грошових знаків  та їхнім номіналом.  Коли собівартість виготовлення (найчастіше через інфляцію) росте, сеньйораж зменшується. Тоді відмовляються від друку паперових банкнот,  карбування дрібних грошей, міняють розмір грошей чи матеріал.  У 2018 році в Україні припинено карбування монет номіналом менше за 50 копійок, змінили розмір та  матеріал  монети номіналом 1 грн.